# Сеньково (Рамешковский район)
Сеньково — опустевшая деревня в Рамешковском районе Тверской области.

## География
Находится в восточной части Тверской области на расстоянии приблизительно 29 км на восток-юго-восток по прямой от районного центра поселка Рамешки.

## История
Упоминается деревня в 1627—1629 как пустошь вотчины Кириллова монастыря. В 1646—1647 годах отмечена как деревня Сальково с 1 двором. В 1678 году в деревне Сальково Кириллова монастыря — 1 крестьянский двор, в 1709 году — 1 крестьянский двор и 1 двор пустой. В 1859 году в русской казенной деревне Сеньково (Сальково) было 15 дворов, в 1887 — 30. В советское время работали колхозы «Новая жизнь», «Путь к коммунизму» и «Путь впе¬ред». В 2001 году в деревне постоянных жителей нет, 7 домов — собственность наследников и дачников. До 2021 входила в сельское поселение Ильгощи Рамешковского района до их упразднения.

## Население
Численность населения: 150 человек (1859 год), 167 (1887), 4 (1989), 0 как в 2002 году, так и в 2010.